# Homalometron pallidum
Homalometron pallidum är en plattmaskart. Homalometron pallidum ingår i släktet Homalometron och familjen Homalometridae. Inga underarter finns listade i Catalogue of Life.

## Bildgalleri

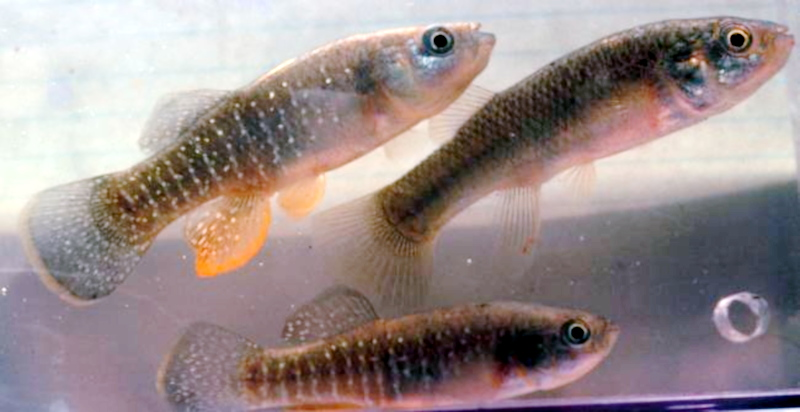